# Carea robinsoni
Carea robinsoni är en fjärilsart som beskrevs av Swinhoe 1903. Carea robinsoni ingår i släktet Carea och familjen trågspinnare. Inga underarter finns listade i Catalogue of Life.